# Râul Mihăiașa
Râul Mihăiașa este un curs de apă, afluent al râului Jijia. 